# 集美工业职业学院
集美工业职业学院是中华人民共和国的一所拟设置的全日制公办专科高等职业学院，位于福建省厦门市集美区。
2025年3月7日—13日，福建省教育厅发布设置集美工业职业学院的公示；3月25日，福建省人民政府正式同意设置集美工业职业学院。